# Monteforte Cilento
Monteforte Cilento ist eine Gemeinde mit 546 Einwohnern (Stand 31. Dezember 2023) im Südwesten Italiens in der Provinz Salerno (Region Kampanien).
Der Ort liegt im Zentrum des Nationalparks Cilento, etwa fünf Kilometer östlich des Alento-Stausees.

## Geografie
Die Nachbargemeinden sind Cicerale, Felitto, Magliano Vetere, Orria, Perito, Roccadaspide und Trentinara. Der Ort ist wie alle Gemeinden im Zentrum Cilentos nicht einfach zu erreichen. Es bestehen Verbindungen zu den Nachbarorten über Provinz-Straßen. Der Ort ist Teil des Nationalparks Cilento und Vallo di Diano und gehört zur Comunità Montana del Calore Salernitano.